# アグレガシオン
アグレガシオン（仏: Agrégation）とは、フランスの1級教員資格、あるいはそれを取得するための試験のこと。日本語においては訳語として「一級教員資格」のほか、「教授資格」、「中高等教授資格」、「大学教授資格」、「高等教育教授資格」、「高等教員資格」、「高校教職資格」など様々な語が当てられる。アグレガシオンを取得すると中等教育機関（日本の高校と中学校にほぼ相当するリセやコレージュ）並びに大学で「プラグ」（仏: PRAG, Professeur Agrégé）として教鞭を執ることができるようになる。ただし、大学で教える場合にこの資格は必須というわけではなく、あると有利、という位置づけである。ちなみに「プラグ」は、研究室に所属することはあるが基本的に教育職であり、博士号を得た大学教員の教育研究職（仏: Enseignant-chercheur）とは異なる。また、アグレガシオンを取得した者を「アグレジェ」（仏: Agrégé）と呼ぶ。
筆記と口述の両試験でおこなわれる。難関とされ、2000年の歴史学部門の合格者は4.17パーセントであった。
アグレガシオンは1766年に登場したが、フランス革命によって廃止された。1808年には復活し、1821年2月6日の規定により、3つの専門分野（文学、文法、科学）が定められる。この3つの専門分野に、1828年には哲学が、1830年には歴史地理が、1840年には数学、物理がそれぞれ新たに加えられていった。今日に至っては、こうした専門分野は体育や技術など多岐にわたっている。

## 著名なアグレガシオン取得者
ただし、括弧内は取得年。
- アンリ・ベルクソン（1881年） - 哲学
- エミール・デュルケーム（1882年） - 哲学
- ロマン・ロラン（1889年） - 歴史地理
- モーリス・コルリー（1892年）-自然科学
- ポール＝ルイ・クーシュー（1901年） - 哲学
- ガストン・バシュラール（1922年） - 哲学
- フェルナン・ブローデル（1923年） - 歴史地理
- ウラジミール・ジャンケレヴィッチ（1926年） - 哲学
- レモン・アロン（1928年） - 哲学
- ジャン＝ポール・サルトル（1929年） - 哲学
- シモーヌ・ド・ボーヴォワール（1929年） - 哲学
- ポール・ニザン（1929年） - 哲学
- モーリス・メルロー＝ポンティ（1930年） - 哲学
- シモーヌ・ヴェイユ（1931年） - 哲学
- クロード・レヴィ＝ストロース（1931年） - 哲学
- ジョルジュ・ポンピドゥ（1934年） - 文学
- ルイ・アルチュセール（1948年） - 哲学
- ジャン＝フランソワ・ルヴェル（1948年） - 哲学
- ジル・ドゥルーズ（1948年） - 哲学
- レモン・バール （1950年） - 経済学
- ピエール・ブルデュー（1954年） - 哲学
- ジャック・デリダ（1956年） - 哲学
- ベルナール＝アンリ・レヴィ（1971年） - 哲学
- リュック・フェリー（1975年）- 哲学